# Nová Ves u Bakova
Nová Ves u Bakova é uma comuna checa localizada na região da Boêmia Central, distrito de Mladá Boleslav.